# Psychotria pedunculata
Psychotria pedunculata är en måreväxtart som beskrevs av Olof Swartz. Psychotria pedunculata ingår i släktet Psychotria och familjen måreväxter.

## Underarter
Arten delas in i följande underarter:
- P. p. caudata
- P. p. pedunculata